# Вьюшков, Яков Федосеевич
Яков Федосеевич Вьюшков (1865 — 17 февраля 1938) — крестьянин, депутат Государственной думы Российской империи II созыва от Самарской губернии.

## Биография
Крестьянин села Балаково. По окончании сельской школы занимался земледелием на имеющемся у него наделе.
7 февраля 1907 года избран в Государственную думу II созыва от общего состава выборщиков Самарского губернского избирательного собрания. Вошёл в состав Трудовой группы и фракции Крестьянского союза. Состоял в думской аграрной комиссии и комиссии о неприкосновенности личности.
14 декабря 1914 года участвовал в собрании городских уполномоченных города Балаково по поводу восстановления здания пожарной части и пожарной каланчи после пожара 1912 года.
Детали дальнейшей судьбы неизвестны.
10 февраля 1938 года арестован Балаковским районным отделом НКВД. Через 5 дней 15 февраля 1938 за антисоветскую агитацию приговорён тройкой при УНКВД к расстрелу. Приговор приведён в исполнение в городе Вольске.
26 апреля 1989 реабилитирован Саратовской прокуратурой.

### Архивы
- Российский государственный исторический архив] Фонд 1278. Опись 1 (2-й созыв). Дело 89; Дело 584. Лист 29.